# Misha (voornaam)
Misha is een in Nederland vrij bekende jongensnaam. De naam is onder meer overgekomen vanuit de Slavische taalgebieden waar Misha wordt gebruikt als een verkorte versie van Mihail of Michael. De naam wordt ook wel geschreven als Mischa, Micha of Misja. In sommige gevallen wordt de naam ook gebruikt als meisjesnaam.
In de Joodse traditie komt de naam voor als Mishael/Misjaeel en Mischa of Misha is daarvan afgeleid:
(misha'el, misschien = ‘Wie is als G’d?").
De naam komt voor in het Oude Testament
als:
(1) Een afstammeling van Levi (Ex 6:22). 
(2) Een medestander van Ezra bij het lezen van de Wet (Neh 8:4).
(3) De Hebreeuwse naam van een van Daniels 3 metgezellen (Dan 1:6,7,11,19; 2:17). 
(4) Zijn Babylonische naam was MESHACH.
In de Joodse traditie worden er ook mannen "Micha" genoemd echter dan wordt de naam uitgesproken met een 'g' klank en niet met een 'sj' klank. In dat geval wordt verwezen naar het hoofdstuk 'Micha' uit het Oude Testament.